# Trikloretilen
Aciklična spojina s Halogeni,Halogenalkani. So nasičene aciklične spojine.Molekule
teh spojin so sestavljene iz atomovogljika, vodika in halogenov.
To je TRIKLOROETEN ali TRIKLORETILEN kemijska oznaka je C2HCl3. Je brezbarvna, negorljiva, hlapna tekočina pekočega okusa s sladkobnim vonjem. V okolju je prisoten v zraku, vodi in zemlji, kot onesnaževalec iz proizvodnje, uporabe ali odpadkov. V živilih ga najdemo zaradi uporabe onesnažene vode, čiščenja opreme s trikloretilenom ali pa absorpcije iz zraka. Razpolovna doba v zraku je približno teden dni, v vodi pa mnogo daljša. Delovna temperatura je pri 25 °C
Vrelišče je pri 87 °C, je negorljivo topilo, za ekstrakcijo masti,olj in smol.
Uporablja se v avtomobilski industriji, točneje pri izdelavi avtomobilskih luči, kot topilo oziroma za čiščenje materiala za pripravo barvanja, je kot nadomestek Acetona, vendar dokazano boljši.

## Identifikacija snovi ali pripravka:
Uporaba snovi ali pripravka:
-Trgovsko ime: TRIKLOROETILEN
-V primeru večjih opaznih poškodb oziroma nesreče poklicati 112

## Sestava s podatki o nevarnih sestavinah:
Kemijska karakteristika: CAS-št. Oznaka 79-01-6
Ime snovi: Trikloroetilen
Indetifikacijska številka (-e)
EINECS-številka: 201-167-4 Indeks število: 602-027-00-9

## Ugotovitve o nevarnih lastnostih:
Napotki za nevarnost:
Xn zdravju škodljivo.Možnost trajne okvare zdravja.Hlapi učinkujejo narkotično in lahko povzročijo okvare jeter in ledvic.Neposredno delovanje tekočine draži oči in kožo. Posledice akutnih zastrupitev so včasih živčne motnje,motnje vida.Hlapi povzročajo omotico in zaspanost.Po ugotovitvah znanstvenih raziskav se domneva, da je snov karcinogena.
Škodljivo za vodne organizme : lahko povzroči dolgotrajne škodljive učinke na vodno okolje.

## Ukrepi za prvo pomoč:
Vdihovanje:
Dovajanje svežega zraka, v primeru težav iti k zdravniku.Tesno obleko zrahljamo.Pri zastoju dihanja mu dajemo do prihoda zdravnika umetno dihanje.
Zaužitje:
Pri trajajočih težavah se posvetovati z zdravnikom.Pri zaužitju povzročimo bruhanje, če ponesrečenec ni nezavesten.Živalsko oglje in nobenega alkohola.
Stik s kožo in očmi:
Oči z odprto očesno režo več minut izpirati pod tekočo vodo.Prizadete dele telesa pa temeljito speremo z vodo.Kontaminirane dele obleke je treba takoj odstraniti.

## Ukrepi ob požaru:
Posebne nevarnosti:
Hlapi so težji od zraka. V zraku lahko nastane eksplozivna mešanica.Ob požaru se lahko pojavijo vnetljivi nevarni plini ali hlapi.Ob požaru lahko nastanejo vodikov klorid ,klor,fosgen. 
Primerna sredstva za gašenje:
CO2,gasilni prah ali pospešeni vodni curek.Večji požar gasiti z razperšenim vodnim curkom ali s proti alkoholu obstojno peno.
Posebna zaščitna oprema za gasilce:
Ne zadržujte se v nevarnem območju brez ustrezne obleke za kemično zaščito in lastnega dihalnega aparata.

## Ukrepi ob nezgodnih izpustih:
Pobrati z materialom,ki veže nase tekočino(pesek,kremenka,snov ki veže kislino, snov ki veže več stvari,žaganje).Kontaminiran material odstraniti skladno s točko 13.Skrbeti za zadostno zračenje.
Previdnostni ukrepi, ki se nanašajo na ljudi:
Ne vdihavajte hlapov/meglic.
Ekološki zaščitni ukrepi:
Pri vdoru v vodotoke ali kanalizacijo obvestiti pristojne upravne organe. Ne dopustiti,da pride v kanalizacijo / površinsko vodo/podtalnico.

## Ravnanje z nevarno snovjo/pripravkom in skladiščenje
Ravnanje
Skrbeti za dobro zračenje/izsesavanje na delovnem mestu.Preprečevati nastajanje aerosola.
 Skladiščenje
Zahteva po posebnih skladiščnih prostorih ni potrebna.Napotki za skupno sladiščenje:ni potrebno.Drugi podaki glede pogojev skladiščenja:ni nobenih.Kategorija VhF:odpade.

## Nadzor nad izpostavljenostjo/varnost in zdravje pri delu
Dodatni napotki za razvoj tehnične opreme:Ni drugih podatkov,glej točko 7.
Sestavine z mejnimi vrednostmi,ki jih je treba upoštevati in nadzorovati na delovnem mestu:
79-01-6 Trikloretilen;MAK(D): 270 mg/m3, 50ml/m3 Y; (DFG).
Dodatni napotki:
Za osnovo so služili ob sestavljanju veljavni seznami.
Splošni varnostni in sanitarni ukrepi:
Ne hraniti v bližini živil, pijač in krmil. Umiti si je treba roke  pred odmorom in ob koncu dela.
Zaščita dihal: pri obremenitvi za krajši čas ali v manjši meri lahka dihalna naobrazna maska
(sfiltrom); ob intenzivnem oz. daljšem izpostavljanju uporabiti dihalni aparat,ki je neodvisen
od krožečega zraka.
Zaščita rok: Zaščitne rokavice.
Zaščita oči: Pri pretakanju priporočljivo zaščitna očala.
Zaščita telesa:V telo lahko prehaja ne le z vdihovanjem, temveč tudi s prehajanjem skozi kožo, zato je obvezna uporaba zaščitne obleke in obutve.

## Fizikalne in kemijske lastnosti
Oblika: tekoč
Barva:Brezbarven
Vonj: po kloru
Tališče/območje taljenja:  -86,4stopinj celzija
Vrelišče/območje vretja:    87stopinj celzija.
Plamenišče: Ni uporaben
Temperatura vnetišča:      410stopij celzija
Nevarnost eksplozije:       Proizvod ni eksploziven
Meje eksplozije:           spodnja 7,9 Vol% zgornja 90 Vol%
Parni tlak:                 pri 20 st.C 77hPa
Gostota:                    pri 20 st.C 1,4642 g/cm3
Specifična teža (voda=1):       1,46
Topnost v/se meša/ z :      voda pri 20st.C  1g/L.

## Obstojnost in reaktivnost
Termična razgradnja/pogoji, ki jih je treba preprečiti:
Pri uporabi v skladu z navodili se ne razgradi.
Snovi, ki se jim je treba izogniti:
Alkalne kovine, kovine v prahu, alkalijski hidroksidi,alkalni amidi, perklorova kislina,
dušikovi oksidi, lahke kovine.
Nevarne reakcije: nevarne akcije niso neznane.
Nevarni produkti razgradnje: Vodikov klorid, fosgen,klor. 
Drugi podatki: Občutljiv za toploto/razgradnja. Na zraku v plinskem agregatnem stanju eksplodira.

## Toksikološki podatki
Akutna toksičnost: Pomembne LD/LC50 vrednosti razvrščanja.
LD50 (peroralno,podgana): 5650 mg/kg.
Primarno draženje : na koži, ni dražilnega učinka, na očeh,ni dražilnega učinka.
Senzibilizacija: učinek senzibilizacije ni znan.

## Ekotoksikološki podatki
Splošni napotki: Kategorija ogrožanja vode 3;močno ogroža vodo.Ne dopustiti, da odteče v podtalnico,v vodotoke ali v kanalizacijo,tudi ne v majhnih količinah.
Nevarnost ogroženosti pitne vode že pri izteku najmanjših količin v podtalnico.

## Odstranjevanje
Odstranjevanje odpadne snovi in embalaže v skladu s Pravilnikom o odstranjevanju odpadkov (Ur.1.RS št.84/98).
Proizvod: Priporočilo je ,da se ne sme odlagati skupaj z gospodinjskimi odpadki.Ne dopustiti,da odteče v kanalizacijo.
Neočiščena embalaža: Priporočilo je,da je odlaganje odpadnih snovi v skladu z uradnimi predpisi.

## Transportni podatki
Kopenski transport ADR/RID ( čezmejni, notranji):
Kategorija ADR/RID: 6,1 strupi
Številka/črka: 15c
Številka-oznake nevarne snovi(zgornja na oranžni tablici):60
UN-številka: 1710
Listek za nevarnost 6.1
Oznaka blaga: 1710 TRIKLOROETILEN
Pomorski ladijski transport IMDG: kategorija 6.1
Stran: 6273
UN-številka: 1710
Embalažna skupina: III
EMS-številka: 6.1-02
MFAG: 340
Pravilen tehnični naziv: Trichloroethylene
Zračni transport ICAO-TI in IATA-DGR:
Kategorija ICAO/IATA: 6.1
UN/ID: 1710
Embalažna skupina: III
Pravilen tehnični naziv: Trichlorethylene

## Zakonsko predpisani podatki o predpisih
Razvrstitev in označevanje po Zakonu o kemikalijah ( Ur.1.RS št.36/99):
Razvrstitev in označevanje na podlagi Pravilnika o razvrščanju, pakiranju in označevanju nevarnih snovi (Ur.1.RS št.73/99).
Razvrstitev po smernicah ES:
Proizvod je uvrščen in označen po smernicah ES/uredbi za nevarne snovi.
R stavki:
40  Možna nevarnost trajnih okvar zdravja.
52/53 Škodljivo za vodne organizme : lahko povzroči dolgotrajne škodljive učinke na vodno okolje.
S stavki;
2 Hraniti izven dosega otrok
23 Ne vdihavati plina/dima/hlapov/meglice (ustrezno besedilo določi proizvajalec)
36/37 Nositi pravilno zaščitno obleko in zaščitne rokavice.
61 Ne izpuščati/odlagati v okolje.Upoštevati posebna navodila/varnostni list.
Državni predpisi:
Klasifikacije po VhF: odpade
Tehnično navodilo-zrak: Kategorija delež v procentih  I   100%
Stopnja ogrožanje vode: WGK 3(uvrstitev na listi): močno ogroža vodo.

## Druge informacije
Podatki se opirajo na današnje stanje znanja,vendar ne predstavljajo nikakršnega zagotovila glede lastnosti proizvoda in niso osnova za nikakršno pogodbeno razmerje.
Viri: Weka  Nemčija